# Orthocladius mitisi
Orthocladius mitisi är en tvåvingeart som beskrevs av Maurice Emile Marie Goetghebuer 1938. Orthocladius mitisi ingår i släktet Orthocladius och familjen fjädermyggor. Inga underarter finns listade i Catalogue of Life.